# Annetto Depasquale
Annetto Depasquale (* 28. Juni 1938 in Qormi; † 29. November 2011) war ein maltesischer Geistlicher und römisch-katholischer Weihbischof im Erzbistum Malta.

## Leben
Annetto Depasquale studierte Katholische Theologie und Philosophie an der Universität Malta sowie Kanonisches Recht und Pastoraltheologie an der Päpstlichen Lateranuniversität in Rom, an der er 1968 promoviert wurde. Am 17. April 1962 empfing Depasquale die Priesterweihe. Er war tätig in der Kommission für die Kinderheime, die Pastoralen Dienste sowie in der Seelsorge in der Pfarrei Sankt Georg in Qormi und für die englischsprachige Bevölkerung in Malta. Er war langjähriger Professor für Kanonisches Recht an der Theologischen und Juristischen Fakultät der Universität Malta. Am 6. August 1977 wurde er Kanzler und am 14. April 1986 Pastoralsekretär des Erzbistums Malta, ab 9. Januar 1989 dessen Generalvikar.
Papst Johannes Paul II. ernannte ihn am 16. November 1998 zum Titularbischof von Aradi und bestellte ihn zum Weihbischof im Erzbistum Malta. Die Bischofsweihe spendete ihm der Erzbischof von Malta, Joseph Mercieca, am 2. Januar 1999; Mitkonsekratoren waren Nikol Joseph Cauchi, Bischof von Gozo, und Erzbischof Luigi Gatti, Apostolischer Nuntius in Malta und Libyen.

## Schriften
- Ecclesiastical immunity and the powers of the inquisitor in Malta (1777-1785), 1968
- Iż-żwieġ ċivili fM̓alta, Reliġjon u H̄ajja u Moviment ta ̓Kana 1978